# Sainte des Prez
Sainte des Prez va ser una trobadora, probablement de La Ferté-sous-Jouarre (Sena i Marne), i activa al segle xiii.
No se sap res d'ella més enllà del que es pot deduir del seu nom. Comparteix el seu cognom toponímic amb el prelat francès, Guy des Prés, esmentat en un cançoner medieval de Siena com a compositor d'una cançó que en un altre lloc s'atribueix a Perrin d'Angicourt i que ell mateix podria ser Guy des Prés, bisbe de Noyon entre 1272 i 1296. El 1581, Claude Fauchet va incloure Sainte des Prez al seu catàleg de poetes francesos d'abans de 1300.
Sainte probablement pertanyia a l'escola de trobadores centrada a Arràs. Va escriure un joc partit amb la altrament desconeguda dama de La Chaucie, probablement La Chaussée a Crouy-sur-Ourcq. Aquesta és la seva única obra que es conserva. Té trets dialectals picards. Obre l'intercanvi poètic amb el vers «Que ferai je, dame de la Chaucie» (Què faré, dama de Chaucie) amb el qual es coneix convencionalment la cançó. En la seva resposta, la dama (dame) es dirigeix a Sainte com a damoisele (donzella), que significa soltera. El tema del seu debat és com hauria de comportar-se una dona quan un home li declara el seu amor. La dama casada, més gran i amb més experiència, recomana deixar que l'home digui la seva, però Sainte té por de ser seduïda per adulació.